# Тарбажи
Тарбажи — заимка в Черемховском районе Иркутской области России. Входит в состав Парфеновского муниципального образования. Находится примерно в 23 км к юго-западу от районного центра.

## Население
| 2002 | 2010 | 2011 | 2012 |
| ---- | ---- | ---- | ---- |
| 24   | ↘19  | →19  | →19  |

Гендерный состав
По данным Всероссийской переписи, в 2010 году на заимке проживало 19 человек (12 мужчин и 7 женщин).